# Kurhany (hromada Bereźne)
Kurhany (ukr. Кургани) – wieś na Ukrainie, w obwodzie rówieńskim, w rejonie rówieńskim, w hromadzie Bereźne. W 2001 liczyła 544 mieszkańców.
W okresie międzywojennym wieś znajdowała się w granicach II RP, wchodząc w skład gminy Bereźne w powiecie kostopolskim, w województwie wołyńskim.